# 瑞安·阿斯特利
瑞安·阿斯特利（英語：Ryan Astley，2001年10月4日—）是一名威爾斯足球運動員，司職後衛，現時效力英蘇格蘭足球超級聯賽球會邓迪。

## 球會生涯
阿斯特利在埃弗顿開始足球生涯，2018年16歲的他便在球會U23上場，並在2021年4月獲得新合約。2022年3月英格蘭足總盃對博勒姆伍德的比賽，他入選大軍替補名單但沒有上場。2022年7月，他被外借到英甲球會艾宁顿斯坦利以獲得比賽機會，並在8月6日生涯首次在職業聯賽上場。

## 國家隊生涯
阿斯特利曾代表威爾斯各級青年隊上場，並曾出任U21隊長，及隨U23一起訓練。